# Universitatea de Stat „Grigore Țamblac” din Taraclia
Universitatea de Stat „Grigore Țamblac” din Taraclia este o instituție de învățământ superior moldo-bulgară din Republica Moldova. Universitatea a fost deschisă la 1 octombrie 2004 de către președintele Bulgariei Gheorgi Pîrvanov  și fostul președinte al Moldovei, Vladimir Voronin. Universitatea din Taraclia este un centru cultural și spiritual care asigura studierea și păstrarea moștenirii culturale bulgare în Republica Moldova. Colaborează cu universitățile bulgare]] din Veliko Tărnovo, Ruse și Silistra. Studenții au posibilitatea de a efectua practica în Bulgaria.. În ultimii ani, numărul studenților s-a micșorat de la 328 persoane în 2008 până la 281 persoane în 2011.
În 2009 Universității de Stat din Taraclia i s-a conferit numele mitropolitului Grigore Țamblac.
Universitatea dispune de:
- 2 blocuri de studii
- cămin
- bibliotecă (inclusiv sală de lectură)
- muzeu

## Catedre
Universitatea cuprinde 3 catedre cu următoarele specialități:
- Catedra de Filologie:
  - Limba și literatura română și limba și literatura engleză
  - Limba și literatura bulgară și limba și literatura română
- Catedra de Istorie și Științe sociale
  - Istorie
  - Contabilitate
- Catedra de Pedagogie
  - Pedagogie învățământ primar
  - Pedagogie preșcolară și limba și literatura română
  - Muzica
  - Servicii de asistență socială.